# Liste der Monuments historiques in Leers (Nord)
Die Liste der Monuments historiques in Leers (Nord) führt die Monuments historiques in der französischen Gemeinde Leers auf.

## Liste der Bauwerke
| Bezeichnung                     | Beschreibung | Standort                   | Kennzeichnung | Schutzstatus | Datum | Bild |
| ------------------------------- | ------------ | -------------------------- | ------------- | ------------ | ----- | ---- |
| Bourloire du Cercle Saint-Louis | Erbaut 1891  | 29. rue Jean-Jaurès (Lage) | PA59000118    | Inscrit      | 2006  |      |